# Билали, Ибрагим
Ибрагим Билали (англ. Ibrahim Bilali; род. 21 июля 1965) — кенийский боксёр, представитель наилегчайших весовых категорий. Выступал за сборную Кении по боксу в первой половине 1980-х годов, бронзовый призёр летних Олимпийских игр в Лос-Анджелесе, чемпион Африки, победитель и призёр турниров международного значения.

## Биография
Ибрагим Билали родился 21 июля 1965 года.
Впервые заявил о себе на взрослом международном уровне в сезоне 1982 года, когда выиграл чемпионат Восточной и Центральной Африки в Зимбабве и победил на Кубке короля в Бангкоке. Закрепившись в основном составе кенийской национальной сборной, побывал на чемпионате мира в Мюнхене, где был остановлен на стадии четвертьфиналов первой наилегчайшей весовой категории.
В 1983 году поднялся в наилегчайший вес, одержал победу на чемпионате Африки в Кампале, выступил на Кубке мира в Риме.
На Кубке короля 1984 года стал серебряным призёром. Благодаря череде удачных выступлений удостоился права защищать честь страны на летних Олимпийских играх в Лос-Анджелесе — в категории до 51 кг благополучно прошёл первых троих соперников по турнирной сетке, тогда как в четвёртом полуфинальном поединке со счётом 0:5 потерпел поражение от представителя Югославии Реджепа Реджеповского и тем самым получил бронзовую олимпийскую медаль.
Его младший брат Сулейман Билали тоже стал достаточно известным боксёром, выступал на двух Олимпийских играх.